# Luis Fernández Manrique de Lara y de Almada-Noronha
Luis Fernández Manrique de Lara y de Almada-Noronha (s. m. siglo XV-28 de agosto de 1534), cortesano y noble español, II marqués de Aguilar de Campoo y IV conde de Castañeda.

## Biografía
Era hijo de Garci V Fernández Manrique de Lara —III conde de Castañeda y I marqués de Aguilar de Campoo— y de Brazaida de Almada Noronha y Castro —hija del ricohombre portugués Juan Vaz de Almada—. Su primera aparición documental data del 6 de junio de 1474, cuando su padre acordó que lo casaría con María Manrique, hija de Pedro Manrique, II conde de Treviño. Este matrimonio, sin embargo, no llegó a tener efecto, puesto que al momento de las capitulaciones ambos eran muy pequeños de edad y María, finalmente, terminó falleciendo.
En 1484 su abuelo, el conde de Castañeda, lo llamó a la sucesión del mayorazgo principal. Diez años después, el 16 de abril de 1494, estuvo presente en Tordesillas para dar fe de la asignación de la dote a Juana Pimentel, hija de sus suegros Pedro Pimentel e Inés Enrique. En el documento otorgado para la ocasión, ante el escribano Luis del Castillo, aparece como primer testigo «D. Luis Manrique, fijo del Señor Marqués de Aguilar».
En medio de la crisis sucesoria que tuvo lugar tras el fallecimiento de Isabel la Católica en 1504, Luis y sus tropas fueron convocadas por el duque de Nájera para formar una fuerza contra el arzobispo Francisco Jiménez de Cisneros, defensor de los derechos de Fernando el Católico. A la muerte de su padre, en 1506, heredó el título marquesal y el cargo de canciller mayor de Castilla, el cual, a instancias del conde de Benavente, le fue confirmado por el rey Católico en 1507.
El 7 de mayo de 1510 demandó ante la Chancilleria de Valladolid a Diego Hurtado de Mendoza, III duque del Infantado, por los derechos de los valles de Liébana y Campo de Suso. Según el marqués, estos lugares le pertenecían como tercer nieto de Juan, señor de Aguilar. No obstante, el duque del Infantado negó el mecanismo fraudulento por el cual Luis lo acusó de poseer los dos valles injustamente y adujo una donación al almirante Diego Hurtado en 1393, por parte de Enrique III. Tras largas defensas por parte ambos, el 12 de enero de 1532 la Chancillería pronunció sentencia liberando al duque de la demanda e imponiendo al marqués perpetuo silencio.
En 1512 se halló en la conquista de Navarra y años después viajó hacia Flandes para tomar contacto con el futuro monarca Carlos I. A finales de 1516 ya estaba de vuelta en Castilla, con el objetivo de ayudar al cardenal Cisneros en el gobierno del reino. A mediados del año siguiente fue nombrado consejero de Guerra, primer título de este tipo, con una quitación de 100 000 maravedíes, y comenzó a ocuparse del infante Fernando, hermano de Carlos de Gante y posible rival al trono.
El nuevo monarca desembarcó en la península a finales de 1517 y en su trayecto fue hospedado en la villa de Aguilar de Campoo. Al año siguiente, el marqués estuvo presente en las Cortes de Valladolid y según Prudencio de Sandoval se sentó entre el conde de Benavente y el duque de Arcos, aunque la escritura oficial no lo nombra sino entre el conde de Miranda y el conde de Aguilar, además de llamarlo como «D. Luis Manrique, Marqués de Aguilar, Conde de Castañeda».
Ya en abril de 1518 Carlos le confirmó el nombramiento de consejero de Guerra y en noviembre lo invistió con el oficio de cazador mayor de la casa de Aragón. Por esos años tomó parte de los asuntos de Indias, para mitigar la influencia de Rodríguez de Fonseca, y en 1520 acompañó a Carlos en su viaje al Sacro Imperio, donde sería coronado emperador. Fue en estas circunstancias que recibió la Grandeza de España inmemorial e intervino en los debates cortesanos para defender la necesidad de buscar una salida pacífica a la revuelta de las Comunidades de Castilla.
De vuelta en 1522, comenzó a perder influencia ante la aparición de otros personajes, como el cardenal Tavera y el secretario Francisco de los Cobos. El último día de ese año se halló presente en el duelo público que tuvo lugar en Valladolid entre Pedro Torrellas y Gerónimo de Ansa, e incluso apadrinó a este último junto con otros nobles.
Murió el 28 de agosto de 1534 y fue sepultado en el monasterio de la Trinidad, en Burgos.

## Matrimonio y descendencia
Casó en primeras nupcias con María Manrique de Lara que falleció antes de consumarse el matrimonio. Contrajo un segundo matrimonio el 16 de julio de 1484 con Ana Pimentel y Enríquez, hija de Pedro Pimentel y Quiñones, comendador de Castrotorafe en la Orden de Santiago, señor de las villas de Tábara, Gordoncillo, Retuerta, Alija, La Noria, Genestacio y de la mitad de la Puebla de Sanabria, e Inés Enríquez de Guzmán. Ella trajo en dote cinco cuentos de maravedíes, de los cuales Luis el 12 de junio de 1495, ante el escribano Juan Gutiérrez Charrón, confesó haber recibido dos y medio. Hacia marzo de 1510, en la villa de Carrión, un procurador de la marquesa Ana requirió a Luis, ante el escribano Juan de Avia, que le asegurase y afianzase la totalidad de la dote. Él, de esta forma, le puso a ella en posesión de Villalumbroso, por cesión del 18 de agosto de 1512.
Con Ana Pimentel tuvo la siguiente descendencia:
- Juan, que sucedió en la casa como III marqués de Aguilar de Campo y V conde de Castañeda y fue virrey de Cataluña.[9]
- Alonso, que se dedicó a la carrera militar y murió en la jornada de Gelves.
- Pedro (m. 7 de octubre de 1580),[9] que fue cardenal de la Iglesia Católica obispo de Canarias, de Ciudad Rodrigo y de Córdoba.
- Inés, que se casó con Pedro Manrique de Lara y Fajardo, IV conde de Paredes.[9]
- Isabel Ana, que fue la tercera esposa de Fernando Álvarez de Toledo y Enríquez, I señor de las Villoria.[9]
- Catalina, que se casó con Álvaro de Ayala, de la casa de los condes de Fuensalida.[9]
- María Luisa, que se casó con Gómez González de Butrón y Múgica, señor de las casas de Butrón y Múgica y del valle de Aramayona.[9]
- María (m. 11 de marzo de 1591), que fue la primera esposa de José de Guevara y Tovar, IV marqués de Rucandio, IV conde de Tahalú, XVI virrey y capitán general de Navarra y comendador en la Orden de Santiago, con descendencia.[9]
- Ana, abadesa en el Convento de Santa Clara de Aguilar de Campoo.[9]

También tuvo una hija natural, Juana Manrique, que casó con Pedro Ruiz de Ayala Calderón, señor de Nogales.